# 78e Legerkorps z.b.V.
Het Duitse 78e Legerkorps z.b.V. (Duits: Generalkommando LXXVIII. Armeekorps zur besonderen Verwendung) was een Duits legerkorps van de Wehrmacht tijdens de Tweede Wereldoorlog. Het korps was alleen korte tijd gestationeerd in Bessarabië. 

## Krijgsgeschiedenis

### Oprichting
Het 78e Legerkorps z.b.V. werd opgericht op 6 maart 1944 in Wehrkreis VIII. 

### Inzet
Eind maart werd het korps naar Bessarabië verplaatst en lag daar gedurende een maand rond Vatra Dornei . Op 30 april 1944 werd het korps onder bevel gebracht van de Commandant van het Vervangingsleger (Befehlshaber des Ersatzheeres) en verplaatst naar Truppenübungsplatz (Militair Oefenterrein) Deba in het Generaal-gouvernement.

Het 78e Legerkorps z.b.V. werd op Truppenübungsplatz Deba gebruikt om op 25 mei 1944 het 1e Cavaleriekorps te vormen.

## Bovenliggende bevelslagen
| Leger              | Legergroep              | Plaats/regio             | Begin         | Eind            |
| ------------------ | ----------------------- | ------------------------ | ------------- | --------------- |
| direct onder bevel | Wehrkreis VIII          | Wehrkreis VIII           | 6 maart 1944  | eind maart 1944 |
| 4e Roemeense Leger | Heeresgruppe Südukraine | Vatra Dornei             | 1 april 1944  | 30 april 1944   |
| direct onder bevel | BdE                     | Italië, Adriatische kust | 30 april 1944 | 25 mei 1944     |

## Commandanten
| Rang         | Naam         | Begin        | Eind        |
| ------------ | ------------ | ------------ | ----------- |
| Generalmajor | Oswin Grolig | 6 maart 1944 | 25 mei 1944 |